# Eva González (modella)
Eva María González Fernández (Mairena del Alcor, 5 novembre 1980) è una modella e conduttrice televisiva spagnola, eletta Miss Spagna nel 2003.

## Biografia
Eva González vince Miss Spagna nel 2003, in rappresentanza di Siviglia, oltre ai titoli minori di Miss Simpatía e Miss Elegancia, ed ha la possibilità di rappresentare il suo paese a Miss Universo 2003, che quell'anno si tiene a Panama. Tuttavia in questa occasione non riesce ad entrare fra le prime quindici semifinaliste.
In seguito Eva González intraprende la carriera di modella internazionale, principalmente grazie ad un contratto con l'agenzia Elite Model Management. La González sfila per varie case di moda spagnole e viene scelta come testimonial di varie aziende fra cui Gillette, Reebok, Braun, Tampax e Veet. Inoltre compare sulle copertine di Maxim, Mujer 21, Línea Saludable ed altre riviste spagnole.
Eva González ha inoltre condotto varie trasmissioni televisive fra cui Survivor, Fenómenos, El juego de Euromillón, il programma musicale di Canal Sur Se llama copla, il concorso TP de Oro, e la versione spagnola dei programmi MasterChef, MasterChef Junior, MasterChef Celebrity (per un totale di 15 edizioni) e El gran reto musicale trasmesse da TVE 1. Dal 2019, è alla guida di The Voice per Antena 3, nelle versioni normale, junior e senior. Ha inoltre recitato in piccoli ruoli in produzioni televisive fra cui Los Serrano e la serie comica La tira.

## Agenzie
- Elite Model Management - New York
- SS&M Model Management - Barcellona
- Fashion Face
- Face Model